# Racing Universitaire d'Alger
El Racing Universitaire d'Alger (àrab: فريق جامعة الجزائر, Farīq Jāmiʿat al-Jazāʾir, ‘Equip de la Universitat d'Alger’), també conegut com a RU Alger, o simplement RUA, fou un club de esportiu algerià de la ciutat d'Alger. Va ser fundat el 1927.

## Palmarès

### Futbol
- Lliga d'Alger de futbol:[2]
  - 1934, 1935, 1939, 1946

- Campionat de l'Àfrica del Nord francesa de futbol:
  - 1935, 1939

- Campionat de l'Àfrica del Nord francesa de futbol:[3]
  - 1935, 1939

- Copa d'Àfrica del Nord de futbol:[4]
  - 1935, 1939

### Atletisme
- Rècords d'Alger :
  - 100 metres : Quenel 10 s 80
  - 300 metres : Quenel 37 s
  - 110 metres tanques : Cnadau 15 s 70
  - Salt de longitud : Petit 7,4 m
  - Llançament de pes : Lapicque 14,74 m
  - Llançament de disc : Jallu 43,33 m
  - Salt amb perxa : Petit 3,69 m
- Records d'Àfrica francesa del Nord :
  - 100 metres : Quenel 10 s 80
  - Llançament de pes : Lapicque 14,74 m
  - Salt amb perxa : Petit 3,69 m

### Basquetbol
- Campionat d'Alger:
  - 1946, 1947, 1948, 1949

### Rugbi
- Campionat d'Alger:
  - 1950, 1951
- Campionat d'Algèria:
  - 1950, 1951
- Coupe du Souvenir:
  - 1950, 1962
- Coupe Arrègle:
  - 1950